# San Juan de Cinco Pinos
San Juan de Cinco Pinos ist ein Municipio im Departamento Chinandega im Nordwesten des mittelamerikanischen Staates Nicaragua.

## Geschichte
Der Ort wurde 1879 durch Einwanderer aus dem benachbarten Honduras am Ostrand eines kleinen Dorfes namens Villa Salvadorita gegründet. In den frühen 1950er Jahren wurde die Stadt mit der Entwicklung des Baumwollanbaus in San Juan de Cinco Pinos umbenannt.

## Geographie
San Juan de Cinco Pinos liegt an der NIC-32 im Dreieck zwischen San Francisco del Norte im Osten, San Pedro del Norte unmittelbar an der
Grenze zu Honduras im Norden und Santo Tomás del Norte ebenfalls unmittelbar an der Grenze im Westen. Chinandega, die Hauptstadt des Departamento, liegt etwa 100 km südlich und ist über die asphaltierte NIC-32 gut erreichbar. Managua befindet sich gut 200 km südlich.

## Gliederung
Neben dem Hauptort Cinco Pinos existieren 14 Comarcas, die zusammen 80 % der Bevölkerung ausmachen.

## Kultur
Jedes Jahr vom 9. bis 11. Februar finden Feierlichkeiten zu Ehren des Schutzpatron San Caralampio mit dem traditionellen Verkleidungstanz Toro Huaco statt.